# Чудо (филм из 1971)
Чудо је југословенски телевизијски филм из 1971. године. Режирао га је Ђорђе Кадијевић који је уједно написао сценарио по мотивима српске народне пјесме Болани Дојчин.

## Улоге
| Глумац                   | Улога                               |
| ------------------------ | ----------------------------------- |
| Душан Јанићијевић        | Дојчин                              |
| Љерка Драженовић         |                                     |
| Јован Јанићијевић Бурдуш | Чуља (као Јован-Бурдуш Јанићијевић) |
| Тома Курузовић           | Ћора, слепи човек                   |
| Гизела Вуковић           | Анђелија, жена Дојчинова            |
| Александар Гаврић        | Ушо Арапин                          |
| Светлана Благојевић      | Јелица, сестра Дојчинова            |
| Јанез Врховец            | Кнез                                |
| Иво Антовић              |                                     |
| Мирослав Читаковић       |                                     |

Остале улоге ▼
| Глумац                  | Улога                  |
| ----------------------- | ---------------------- |
| Александар Ђурић        |                        |
| Милан Митић             |                        |
| Богољуб Новаковић       |                        |
| Славољуб Плавшић Звонце | (као Славољуб Плавшић) |
| Чедомир Радовић         |                        |
| Милутин Савић           |                        |
| Петар Спајић Суљо       |                        |
| Миња Војводић           |                        |